# رماس
الرَّمَّاس (والاسم العلمي يعني الذيل المنتصب) هو جنس فصيلة الرمَّاسيَّات. أنواعها صغيرة القد مستطيلة الرأس والفرطيسة، مجعدة الشفة. موطنها الملايو. تسرح من الغسق إلى الفجر. قوتها الحشرات. تعيش جماعات قليلة العدد. تألف الأشجار الحرجية والمغاور.